# بال‌پرنده‌ای ون دو پول
بال‌پرنده‌ای ون دو پول (نام علمی: Troides vandepolli) نام یک گونه از تیره پروانه‌های دم‌چلچله‌ای است.

## نگارخانه

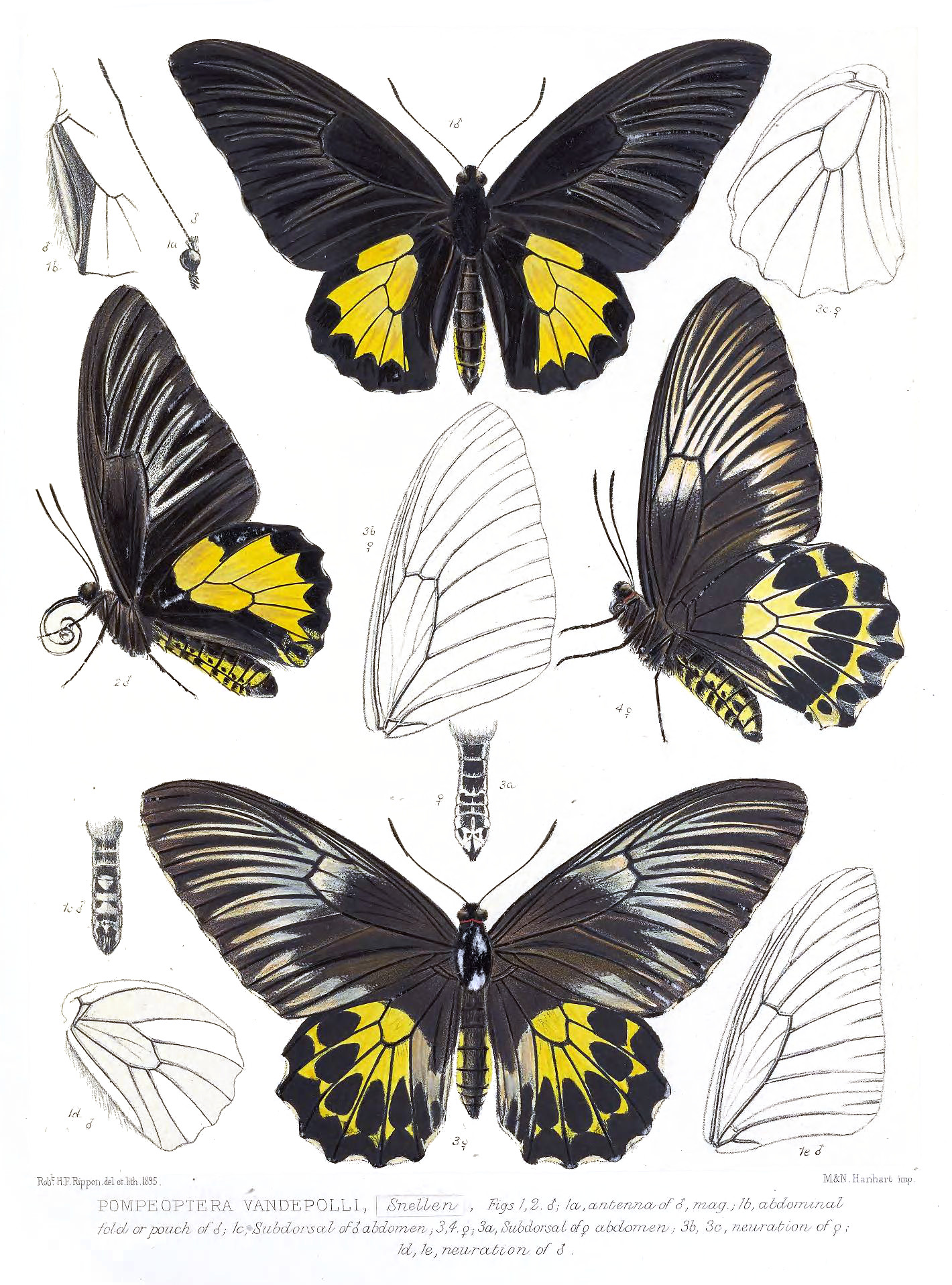
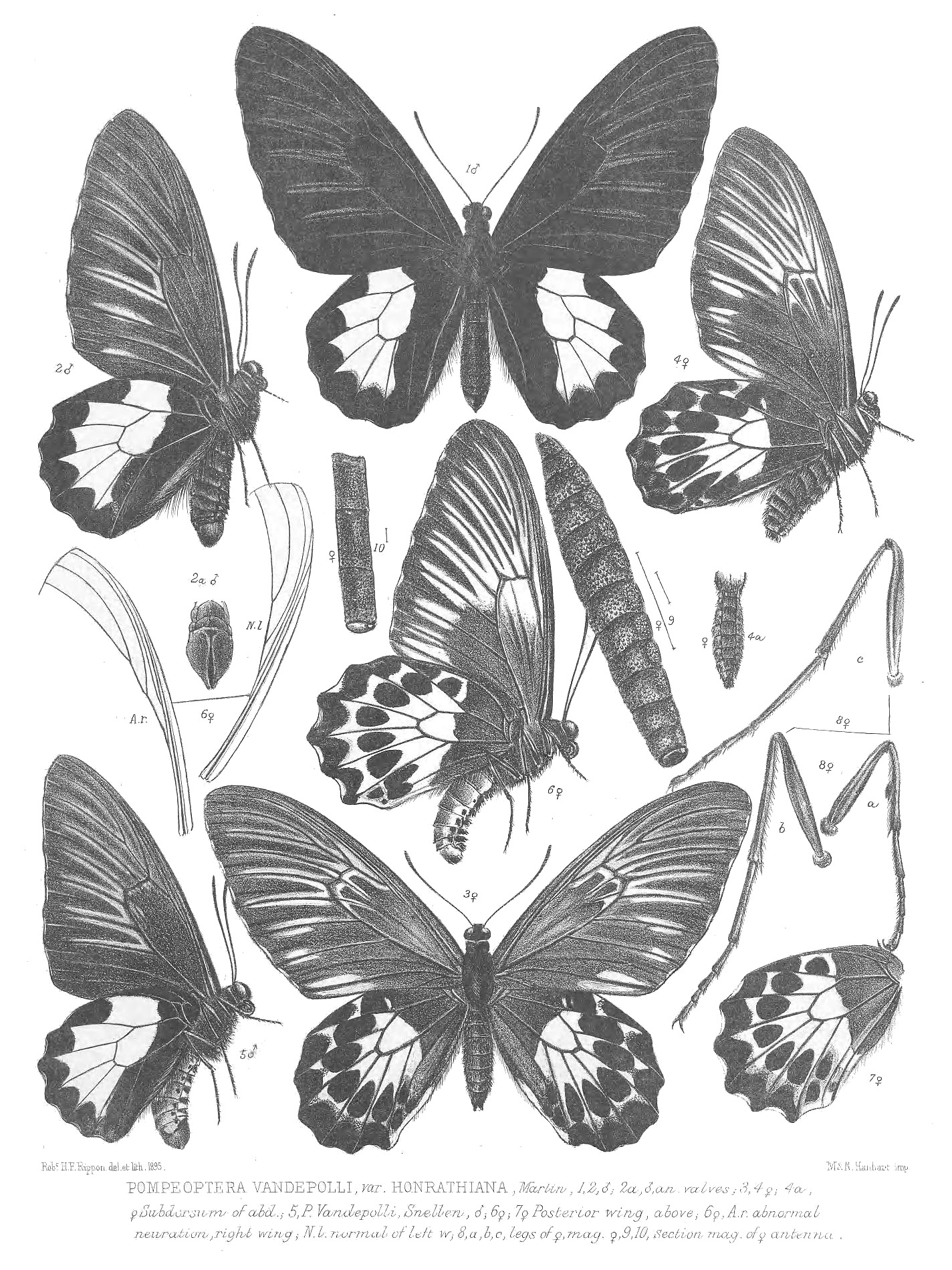